# Province d'Iquique
La province d'Iquique (en espagnol : Provincia de Iquique) est une province du Chili qui fait partie de la région de Tarapacá. Comme de nombreuses régions au Chili, Iquique connaît un risque sismique élevé, et de nombreux tremblements de terre, dont certains d'une magnitude importante, y ont lieu .

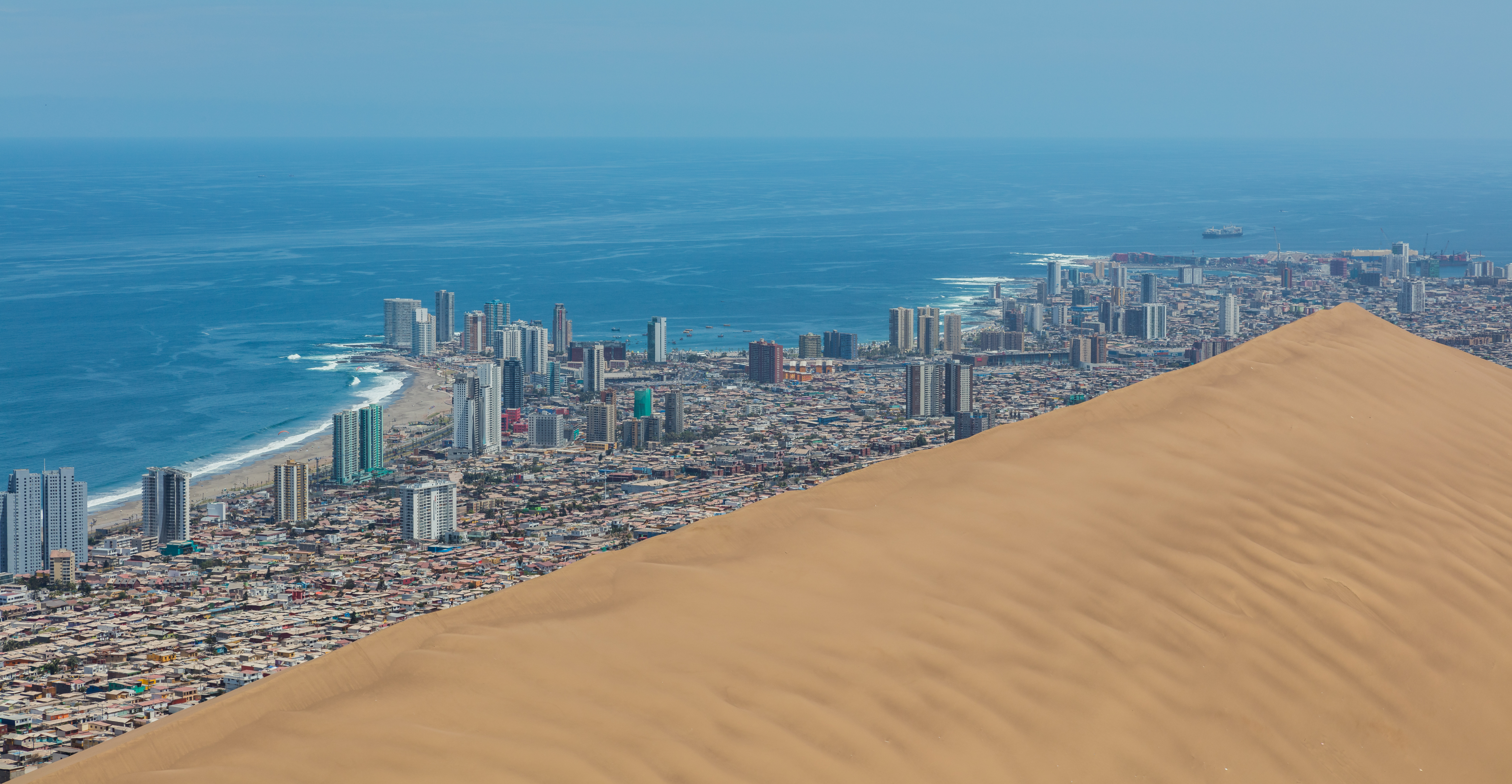
Iquique

.

## Géographie
La province s'étend sur un territoire étroit de 2 835,3 km2 entre la côte de l'océan Pacifique à l'ouest, la province du Tamarugal à l'est et celles d'El Loa et de Tocopilla, dans la région d'Antofagasta, au sud.

## Géologie
La région d'Iquique, qui fait partie de l'avant-arc du Nord Chili, et plus généralement de la Ceinture de feu du Pacifique, est une région de subduction qui connaît de très nombreux mouvements intra-plaque et inter-plaque, et par conséquent de nombreux grands séismes, comme ceux de Tocopilla en 2007 (Mw 7,8), ou d'Iquique en 2014 (Mw 8,1). Elle connaît également un fort risque de tsunami le long de ses côtes.

## Communes
La province d'Iquique est divisée en deux communes :
- Alto Hospicio ;
- Iquique.

## Histoire
Le 8 octobre 2007, par une loi du 23 mars précédent, la province est scindée en deux avec la création de la province du Tamarugal formée de cinq des sept communes d'origine.

## Démographie
en 2017, la population s'élevait à 299 843 habitants dont la majorité en zones urbaines, et particulièrement dans la capitale provinciale, Iquique.